# Semion Alapín
Semion Zinóvievitx Alapín (en rus: Семён Зиновьевич Алапин), (19 de novembre de 1856-15 de juliol de 1923) fou un jugador d'escacs rus i lituà, que destacà també en l'anàlisi d'obertures i en la composició de problemes d'escacs.
Era un jueu nascut a Vílnius, Lituània, que va estudiar i viure a Sant Petersburg, on va començar a jugar seriosament a escacs, mentre hi estudiava enginyeria. A Rússia, hi fou considerat un dels millors jugadors a finals del segle xix. Va viure també, a la part final de la seva vida, a Heidelberg, on hi va morir.
|  |

## Resultats destacats en competició
Va quedar campió, amb Mikhaïl Txigorin al torneig de St. Petersburg de 1878-79. El 1893, empatà al primer lloc al campionat de Berlin. Fou 6è a Berlin 1897, 10è al Torneig de Viena 1898 (Kaiser-Jubiläumsturnier), i 5è al Torneig de Montecarlo 1901. El 1902 va assolir la seva millor classificació mundial, essent el 8è jugador del món. El 1911, guanyà el campionat de Múnic.
Va jugar nombrosos matxs contra els millors jugadors de l'època. Per exemple, empatà un matx (+1, =4, -1) contra Carl Schlechter el 1899 i va batre Siegbert Tarrasch en un matx amistós (+4 -3 =2) el 1902/3. El 1907 va guanyar un matx contra Stepan Levitski (5-0) a St. Petersburg.

## Contribucions a la teoria dels escacs
Alapín és especialment conegut actualment per la creació de plantejaments de joc propis dins la majoria dels principals sistemes d'obertura. La majoria són poc importants avui en dia, llevat de la Variant Alapin de la defensa siciliana, que és una important línia d'obertura existent en el repertori d'obertures de molts Grans Mestres.

### Llista d'obertures que duen el seu nom
- Variant Alapín de la defensa siciliana: 1. e4 c5 2. c3
- Obertura Alapín dins les Obertures obertes: 1. e4 e5 2. Ce2!?
- Gambit Alapín de la defensa Francesa: 1. e4 e6 2. d4 d5 3. Ae3!?
- Defensa Alapín de la Ruy López: 1. e4 e5 2. Cf3 Cc6 3. Ab5 Ab4
- Variant Alapín de la defensa Caro-Kann: 1. e4 c6 2. c3
- Variant Alapín de la defensa Holandesa (també coneguda com a "Variant Manhattan"): 1. d4 f5 2. Dd3
- Variant Alapín del gambit de dama: 1. d4 d5 2. c4 e6 3. Cc3 b6
- Variant Alapín-Steinitz del gambit Evans: 1. e4 e5 2. Cf3 Cc6 3. Ac4 Ac5 4. b4 Axb4 5. c3 Aa5 6. 0-0 d6 7. d4 Ag4
- Variant Alapín-Sanders del gambit Evans: 1. e4 e5 2. Cf3 Cc6 3. Ac4 Ac5 4. b4 Axb4 5. c3 Aa5 6. 0-0 d6 7. d4 Ad7
- Variant Alapín de la defensa eslava: 1. d4 d5 2. c4 c6 3.Cf3 Cf6 4.Cc3 a6 5.a4